# Schlederloh
Schlederloh ist ein Ortsteil der oberbayerischen Gemeinde Icking im Landkreis Bad Tölz-Wolfratshausen, und eine überwiegend mit Villen und noblen Landhäusern bebaute Siedlung an der westlichen Hangkante des Isarhochufers. Der Ort (1987: 76 Einw.) entwickelte sich in den Jahren von 1910 bis in die 1930er Jahre. Das älteste Gebäude in Schlederloh ist das denkmalgeschützte Landhaus mit der Hausnummer 1. Zum Ort wird das südwestlich vorgelagerte Haus Buchenwald, ein Gutshof aus dem Jahre 1928, für Betreutes Wohnen hinzugerechnet.

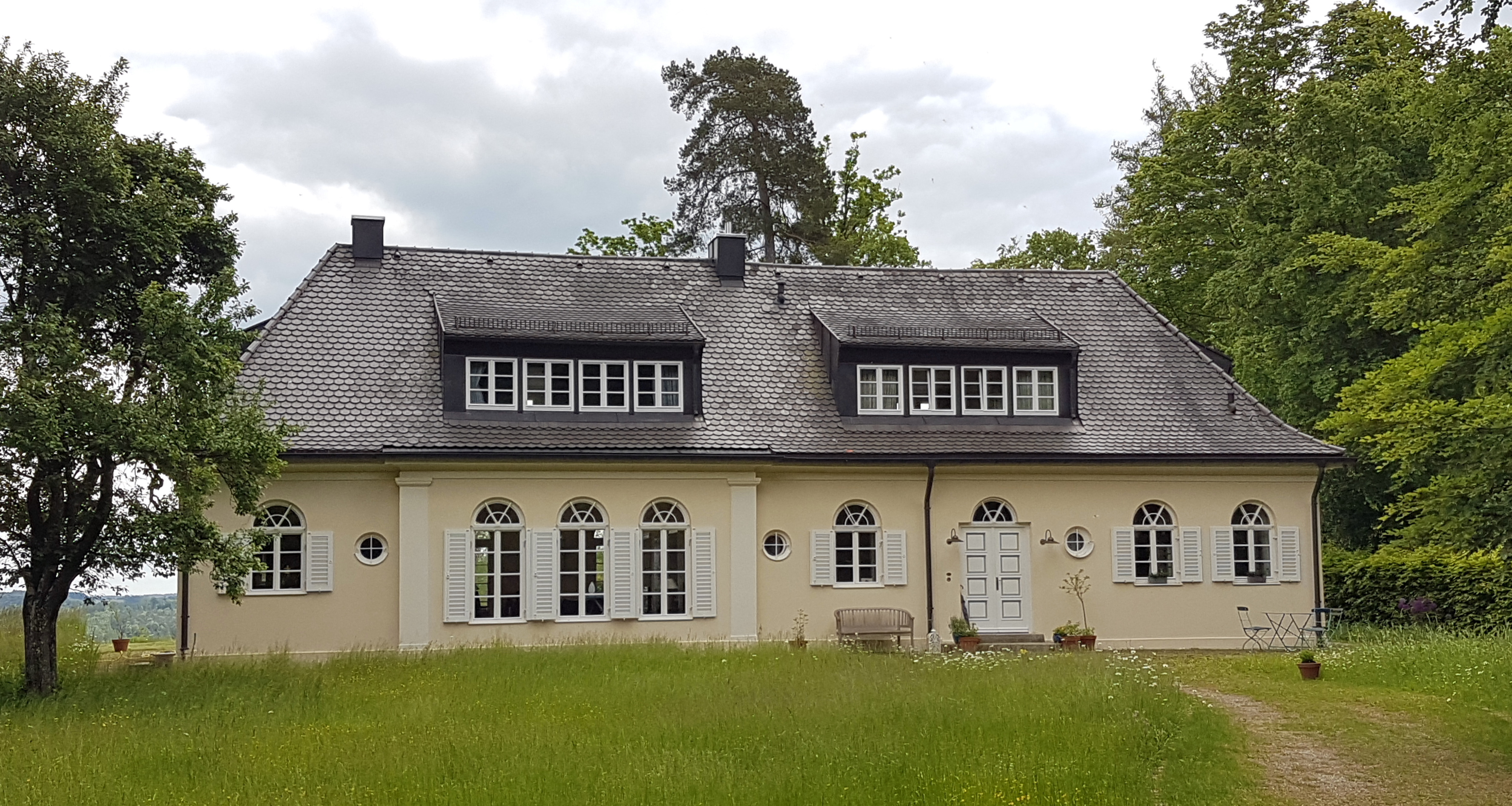
Landhaus Schlederloh 1
Landhaus Schlederloh 12
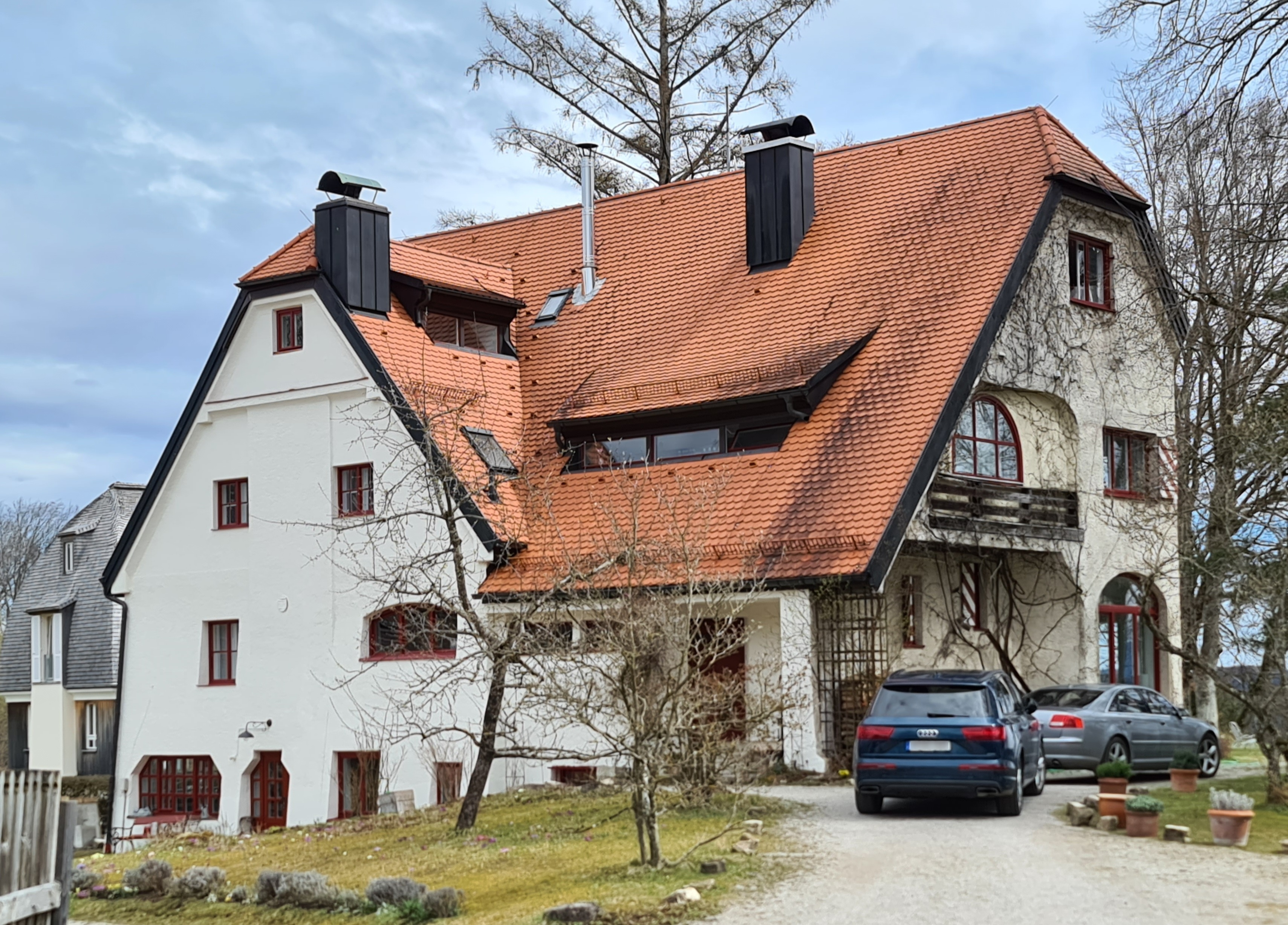
Landhaus Schlederloh 8, erbaut 1911 als eigenes Sommerhaus des Münchener Architekten Theodor Fischer

## Geschichte
Schlederloh gehörte zur Gemeinde Dorfen und wurde mit dieser im Zuge der Gebietsreform in Bayern am 1. Mai 1978 in die Gemeinde Icking eingegliedert.

## Baudenkmal
Das Landhaus Schlederloh 1 ist ein anderthalbgeschossiger Bau mit Walmdach und gegliedertem Verputz in historisierenden Formen mit Rundbogenfenstern. Es wurde um 1910 gebaut und steht unter Denkmalschutz (Aktennummer D-1-73-130-22).